# A Cross the Universe
Albums de Justice
Planisphère
(2008) Audio, Video, Disco
(2011)
A Cross the Universe est le premier album live du duo français de musique électronique Justice.
Il est composé d'un CD qui contient la captation de leur performance live de 2008 au Concourse Exhibition Center de San Francisco ainsi qu'un DVD contenant un reportage sur leur tournée en Amérique, dirigé par So Me et Romain Gavras du collectif Kourtrajmé. Le titre de cet album est une référence à la chanson des Beatles Across the Universe de 1969 et à leur premier album.

## Le DVD documentaire
Le documentaire, réalisé par Romain Gavras, So Me et Justice, reporte des extraits de leur tournée américaine, longue de 18 mois. On y voit ainsi des concerts (comme celui au Madison Square Garden de New York) mais aussi des scènes quotidiennes de la vie de Gaspard Augé et de Xavier de Rosnay, ainsi que celles de l'équipe les entourant, du tour manager Bouchon, véritable passionné des armes à feu, au chauffeur de bus profondément croyant, au rôle de voix off quand la nécessité s'impose. Par ailleurs, on remarque plusieurs fois la présence de Pedro Winter, alias Busy P, figure emblématique de la scène électro parisienne et actuel manager de Justice. On y aperçoit également les DJ producteurs Kavinsky et SebastiAn ou encore Boys Noize.
Ce reportage est une nouveauté et s'immisce tellement profondément dans le quotidien des justiciers, que le spectateur se demande où est la réalité et où est la fiction. Au programme donc, beaucoup de musique électronique, beaucoup de fêtes, beaucoup d'alcool, un mariage à Las Vegas, un nombre effarant de groupies aux seins à l'air, du vomi et des lendemains douloureux.

## Liste des titres du CD live
- Date de sortie mondiale : 24 novembre 2008
- Label : Ed Banger Records, Because Music, Arcade Mode

| No  | Titre                                 | Durée |
| --- | ------------------------------------- | ----- |
| 1.  | Intro                                 | 0:39  |
| 2.  | Genesis                               | 7:20  |
| 3.  | Phantom Part I                        | 2:50  |
| 4.  | Phantom Part I.5                      | 4:45  |
| 5.  | D.A.N.C.E. Part I                     | 2:44  |
| 6.  | D.A.N.C.E. Part II                    | 2:40  |
| 7.  | DVNO                                  | 2:58  |
| 8.  | Waters Of Nazareth (Prelude)          | 2:15  |
| 9.  | Two Minutes To Midnight               | 3:52  |
| 10. | Tthhe Ppaarrttyy                      | 2:47  |
| 11. | Let There Be Light                    | 3:26  |
| 12. | Stress (Live Version)                 | 7:38  |
| 13. | We Are Your Friends (Reprise)         | 3:42  |
| 14. | Waters Of Nazareth                    | 6:47  |
| 15. | Phantom Part II                       | 9:54  |
| 16. | Encore                                | 1:08  |
| 17. | NY Excuse                             | 6:13  |
| 18. | Final (Master of Puppets - Metallica) | 2:58  |

## Crédits des chansons du DVD
| Titre                         | Notes |
| ----------------------------- | --- |
| DVNO                          | |
| D.A.N.C.E                     | |
| NY Excuse                     | Remix de Justice de la piste de Soulwax du même du nom                                                                                |
| Phantom Part 2                | Contient des samples de Tenebre par Goblin                                                                                            |
| Waters of Nazareth (Prelude)  | Contient des samples de The Fallen (Justice Remix) par Franz Ferdinand                                                                |
| Genesis                       | |
| We Are Your Friends (Reprise) | Contient des samples de Never Be Alone par Simian, de Atlantis To Golden Skans (So Me Remix) par Klaxons et Just One Fix par Ministry |
| Final                         | Contient des samples de Master of Puppets par Metallica                                                                               |
| Pedrophilia                   | Chanson de Busy P |
| Pocket Piano                  | Chanson de DJ Mehdi |
| Psychotic Reaction            | Chanson de Count Five |
| Love Me, Please Love Me       | Chanson de Michel Polnareff |

## Classements
| Chart (2008)                 | Meilleure position |
| ---------------------------- | ------------------ |
| French Albums Chart          | 34                 |
| Belgium Albums Chart (BE-Nl) | 39                 |
| Belgium Albums Chart (BE-Fr) | 42                 |
| Dutch Albums Chart           | 94                 |